# Gary Dourdan
Pour les articles homonymes, voir Dourdan (homonymie).
Gary Durdin, dit Gary Dourdan, né le 11 décembre 1966 à Philadelphie, en Pennsylvanie, est un acteur et mannequin américain.
Il est principalement connu pour le rôle de Warrick Brown dans la série policière Les Experts (2002-2008) et, auparavant, de Shazza Zulu dans Campus Show (1991-1992).

## Biographie

### Jeunesse et formation
Gary Dourdan est le fils de Robert Durdin, un homme d'affaires qui a été également agent artistique pour des musiciens, et de Sandy Durdin, une professeure et styliste modéliste. 
En 1973, son frère Darryl se tue en tombant du balcon de l’hôtel où sa famille séjournait en Haïti

### Carrière
Il joue son premier rôle dans la série télévisée Campus Show. Il fait également des apparitions dans les séries Loïs et Clark et The Office. 
Au cinéma, il joue dans le film Alien, la résurrection, en 1997.
Il devient célèbre pour son interprétation du personnage de Warrick Brown dans la série Les Experts : il incarne un enquêteur scientifique, ancien accro aux jeux. 
Il quitte la série après que son personnage eut trouvé la mort.
Il fait une apparition à la parade des 24 heures du Mans 2014 pour faire la promotion de son film Five Thirteen. 
En novembre 2024, l'acteur et musicien Gary Dourdan a collaboré avec le producteur Matthew S sur le single « Seedless Grapes ». Sorti le 29 novembre, ce morceau mêle la voix soul de Gary à des rythmes électroniques, soulignant leur synergie créative. 

### Vie personnelle

#### Son addiction à la drogue
Il a eu plusieurs fois des problèmes avec la drogue. Il est arrêté en 2008 après avoir été remarqué par la police assoupi dans sa voiture en possession de drogue et d'alcool.
Le 12 juin 2011, il fut de nouveau arrêté après un accident de voiture et au cours d'un contrôle de police, des cachets d’ecstasy furent retrouvés.

#### Vie familiale
- En 1992, il épouse la mannequin Roshumba Williams, ils divorcent en 1994[6].
- De 1994 à 1995, il a une relation avec Cynthia Hadden, ils ont un fils Lyric Durdin[7].
- De 1995 à 2000, il entretient une relation avec Jennifer Sutton, ils ont une fille Nyla Durdin[8].

## Filmographie

### Cinéma
- 1996 : Sunset Park (en), de Steve Gomer : Dreadlock Guy
- 1997 : Alien, la résurrection de Jean-Pierre Jeunet : Christie
- 1998 : Le Damné (Playing God) de Andy Wilson : Yates
- 1999 : The Weekend de Brian Skeet : Thierry
- 1999 : C'est pas mon jour ! de Skip Woods : Ballpean
- 2000 : Trois (Drei)  : Jermaine Davis
- 2001 : Impostor  : Capitaine Burke
- 2007 : Dangereuse séduction (Perfect Stranger) de James Foley : Cameron
- 2007 : Black August : George L. Jackson
- 2009 : Implacable (Fire !) de Raoul W. Heimrich : Phil May
- 2009 : The Magnificent Cooly-T : Dominick
- 2011 : Jumping the Broom : Chef
- 2012 : The Woods : Dylan Banks
- 2013 : Five Thirteen : Clyde
- 2021 : Redemption Day de Hicham Hajji : Brad Paxton

### Télévision
- 1991-1992 : Campus Show (série télévisée) - 13 épisodes : Shazza Zulu
- 1992: The Good Fight (Téléfilm) : Elijah
- 1993 : Laurel Avenue (Téléfilm) : Anthony
- 1994 : New York Undercover (série télévisée) - saison 1 - épisode 4 : Trey King
- 1994 : Keys (Téléfilm) : Loot
- 1995 : The Office (série télévisée) - 6 épisodes : Bobby Harold
- 1995 : Loïs et Clark : Les Nouvelles Aventures de Superman (série télévisée) - saison 3 - épisode 12 : Ziggy
- 1996 : Swift Justice (série télévisée) : Randall Paterson
- 1998 : Sins of the City (série télévisée)
- 1999 : Sept jours pour agir (série télévisée) - 1 épisode : Sgt. Mohmand
- 1999 : TV Business (série télévisée) - saison 1 - épisode 14 : Julius Henry
- 1999 : Rendez-vous (TV) : Jeff Nelson
- 2000 : King of the World (en) (TV) : Malcolm X
- 2000- 2001 : Soul Food : Les Liens du sang (Soul Food) : Jack Van Adams
- 2000-2008 : Les Experts (CSI : Crime Scene Investigation) : Warrick Brown (saisons 1 à 8 - invité 9.01)
- 2002 : Fillmore ! : Ken Fillmore (saison 1 - épisode 4)
- 2005 : Kim Possible : Dash DaMont (voix) (saison 3 - épisode 10)
- 2012 : Christine : Docteur Stephan (saison 1 - épisodes 5, 7 et 11)
- 2013 : Belle's: Rôle inconnu (saison 1 - épisode 6)
- 2013 : Mistresses : Anthony Newsome (saison 1 - épisodes 2, 5, 7, 11 et 12)
- 2014 : Glee : D'Shon (saison 5 - épisode 18)
- 2015 : Being Mary Jane : Sheldon (saison 2)
- 2023 : And Just Like That (saison 2 - Épisode 1)

### Télé-réalité
- 2014 : Giuseppe Ristorante : Une histoire de famille : Lui-même
- 2018 : Les Anges 10 : Let’s celebrate : Lui-même

## Distinctions

### Nominations
- 8e cérémonie des Screen Actors Guild Awards 2002 : Meilleure distribution pour une série dramatique pour Les Experts (CSI : Crime Scene Investigation) (2000-2008) partagé avec George Eads, Jorja Fox, Paul Guilfoyle, Robert David Hall, Marg Helgenberger, William Petersen et Eric Szmanda.
- 9e cérémonie des Screen Actors Guild Awards 2003 : Meilleure distribution pour une série dramatique pour Les Experts (CSI : Crime Scene Investigation) (2000-2008) partagé avec George Eads, Jorja Fox, Paul Guilfoyle, Robert David Hall, Marg Helgenberger, William Petersen et Eric Szmanda.
- 2004 : NAACP Image Awards du meilleur acteur dans un second rôle dans une série télévisée dramatique pour Les Experts (CSI : Crime Scene Investigation) (2000-2008).
- 10e cérémonie des Screen Actors Guild Awards 2004 : Meilleure distribution pour une série dramatique pour Les Experts (CSI : Crime Scene Investigation) (2000-2008) partagé avec George Eads, Jorja Fox, Paul Guilfoyle, Robert David Hall, Marg Helgenberger, William Petersen et Eric Szmanda.
- 2005 : NAACP Image Awards du meilleur acteur dans un second rôle dans une série télévisé dramatique pour Les Experts (CSI : Crime Scene Investigation) (2000-2008).
- 2007 : NAACP Image Awards du meilleur acteur dans un second rôle dans une série télévisé dramatique pour Les Experts (CSI : Crime Scene Investigation) (2000-2008).

### Récompenses
- 2003 : NAACP Image Awards du meilleur acteur dans un second rôle dans une série télévisé dramatique pour Les Experts (CSI : Crime Scene Investigation) (2000-2008).
- 11e cérémonie des Screen Actors Guild Awards 2005 : Meilleure distribution pour une série dramatique pour Les Experts (CSI : Crime Scene Investigation) (2000-2008) partagé avec George Eads, Jorja Fox, Paul Guilfoyle, Robert David Hall, Marg Helgenberger, William Petersen et Eric Szmanda.
- 2006 : NAACP Image Awards du meilleur acteur dans un second rôle dans une série télévisé dramatique pour Les Experts (CSI : Crime Scene Investigation) (2000-2008).